# Herimosa
Herimosa là một chi bướm ngày thuộc họ Bướm nâu.

## Các loài
- Herimosa albovenata Waterhouse, 1940